# Elecciones provinciales de Corrientes de 1962
Las elecciones generales de la provincia de Corrientes de 1962 tuvieron lugar el 18 de marzo del mencionado año con el objetivo de renovar la gobernación para el período 1962-1966 y la mitad de las dos cámaras de la Legislatura Provincial. Los marcaron el retorno tanto del peronismo, que fue parcialmente legalizado por el gobierno de Arturo Frondizi y se le permitió presentarse a los comicios bajo otros partidos, como del Pacto Autonomista - Liberal, entre los dos mencionados partidos, por lo que el conservadurismo concurrió unificado.
Mientras que el peronismo obtenía amplias victorias en varias provincias del país, en competencia con las dos facciones del radicalismo, en Corrientes triunfó por amplio margen el Pacto con Ernesto Meabe, del Partido Liberal de Corrientes, como candidato.
Dado que en Corrientes no triunfó el peronismo, Frondizi no intervino la provincia. Sin embargo, después del golpe de Estado del 29 de marzo de 1962, la reunión del Colegio Electoral fue suspendida y, el 29 de abril, la elección fue declarada nula por el presidente de facto José María Guido. En julio de 1963 se realizarían nuevas elecciones, donde el Pacto volvería a ganar.